# John Jarratt
John Jarratt (Wongawilli, Nueva Gales del Sur; 5 de agosto de 1951) es un actor australiano, principalmente conocido por haber interpretado a Terry Dodge en Mcleod's Daughters y a Mick Taylor en las películas Wolf Creek y Wolf Creek 2.

## Biografía
Es hijo de un minero, tiene un hermano llamado Brian Jarratt. 
Es descendiente de George Jarratt y de John Jarratt, su primo tercero es el fallecido actor Wayne Jarratt.
En 1973 se graduó de la prestigiosa escuela australiana  National Institute of Dramatic Art NIDA
Su primera esposa fue Rosa Miano, con quien tuvo dos hijos, Zadia y Ebony Jarratt. Más tarde la pareja se divorció. Luego se casó con la actriz Noni Hazlehurst con quien tuvo dos hijos Charlie y William Jarratt, el matrimonio también terminó en divorcio.
En 1999 se casó en terceras nupcias con Cody Jarratt, con quien tuvo otros dos hijos, Jackson y Riley Jarratt; John dejó a su esposa a finales de 2011 para regresar con su primera exesposa, Rosa con quien sale desde 2012.
Es muy buen amigo del actor Mel Gibson.

## Carrera
Su debut cinematográfico fue en el film de misterio Picnic en Hanging Rock (1975) interpretando al joven lacayo Albert Crundall. Posteriormente rodó algunos films australianos de poco presupuesto y repercusión, donde coincidió con Mel Gibson antes de que éste saltara a la fama.
En 1983 apareció por primera vez en la serie A Country Practice donde interpretó a Kevin Nicholls durante los episodios "Warning Signs: Part 1" y "Warning Signs: Part 2". Un año después interpretó a Bernie McEvoy durante los episodios "Breathing Space: Part 1" y en "Breathing Space: Part 2" y en 1991 interpretó a Kevin Nicholls.
En 2001 se unió al elenco de la popular serie Mcleod's Daughters donde interpretó a Terry Dodge, hasta 2006. 
En 2005 se unió al elenco del thriller Wolf Creek donde interpretó al criminal y asesino Mick Taylor. Ese mismo año apareció como invitado en la serie Blue Heelers donde dio vida a Stony; previamente había aparecido por primera vez en la serie en 1994 donde interpretó a Charlie Glover durante el episodio "Good Cop, Bad Cop".
En 2008 obtuvo un papel secundario en la película Australia protagonizada por Hugh Jackman y Nicole Kidman.
En 2013 interpretó de nuevo al criminal y asesino Mick Taylor en Wolf Creek 2.

## Filmografía

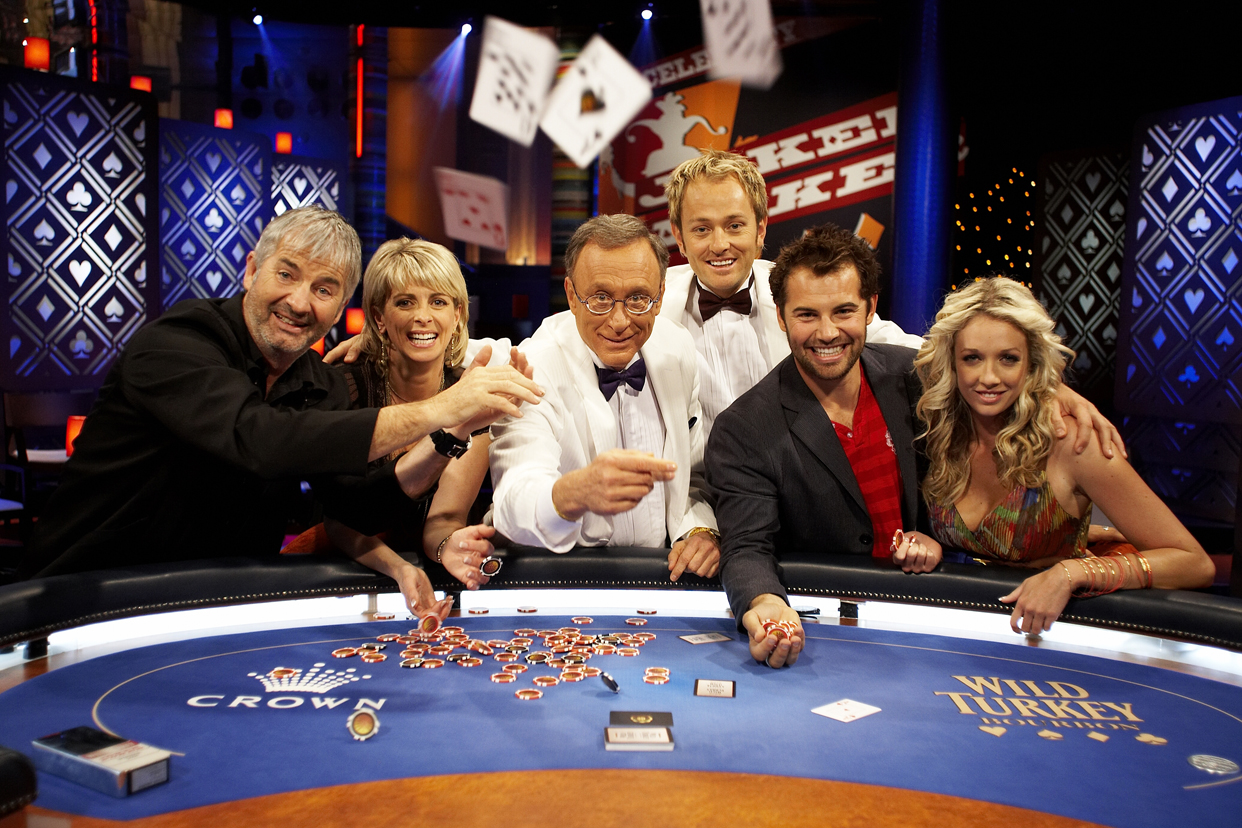
John (de negro) junto a Brigitte Duclos, Lee Nelson, Mike Goldman, Daniel MacPherson y Bree Amer en 2006.

### Series de televisión
| Año             | Serie                            | Personaje                | Notas                                      |
| --------------- | -------------------------------- | ------------------------ | ------------------------------------------ |
| 2016 - presente | Wolf Creek                       | Mick Taylor              | 12 episodios                               |
| 2013            | #7DaysLater                      | Twenty-Twenty            | episodio "Cowboys"                         |
| 2010            | The Verge                        | Keith                    | -                                          |
| 2009            | All Saints                       | Paul Spalding            | episodio "The Two of Us"                   |
| 2001 - 2006     | Mcleod's Daughters               | Terry Dodge              | 94 episodios                               |
| 2005            | Blue Heelers                     | Stony                    | episodio "Good Times"                      |
| 2001            | Outriders                        | Stewart                  | -                                          |
| 2000            | Water Rats                       | Colin McGuire            | episodio "Tangled Web"                     |
| 1995            | Police Rescue                    | Dave                     | episodio "Public Mischief"                 |
| 1994            | G.P.                             | John Dean                | episodio "E"                               |
| 1991            | A Country Practice               | Kevin Nicholls           | 2 episodios                                |
| 1991            | Inspector Morse                  | Sargento Scott Humphries | episodio "Promised Land"                   |
| 1989            | Fields of Fire III               | Jacko                    | miniserie                                  |
| 1989            | Tanamera - Lion of Singapore     | Neil Forbes              | miniserie                                  |
| 1988            | Fields of Fire II                | Jacko                    | miniserie                                  |
| 1987            | Fields of Fire                   | Jacko                    | miniserie                                  |
| 1985            | Palace of Dreams                 | -                        | miniserie                                  |
| 1985            | Five Mile Creek                  | Brodie                   | episodio "Possum"                          |
| 1984            | Special Squad                    | Michael Cohen            | episodio "The Haunting"                    |
| 1981            | Tickled Pink                     | -                        | episodio "The Advertising Game"            |
| 1980            | The Last Outlaw                  | Ned Kelly                | miniserie                                  |
| 1978            | Father, Dear Father in Australia | George                   | episodio "Straight from the Horse's Mouth" |
| 1976            | The Outsiders                    | Bobby                    | episodio "Rip Off"                         |
| 1976            | The Emigrants                    | Bob                      | episodio "13,000 Miles Away"               |
| 1976            | The Young Doctors                | Ben Stone                | -                                          |
| 1976            | Bluey                            | Walter Kite              | episodio "The Set Up"                      |
| 1975            | Matlock Police                   | Dave Plummer             | episodio "The Miracle at Waterloo Downs"   |

### Películas
| Año  | Título                         | Personaje                  | Notas                                                                                                |
| ---- | ------------------------------ | -------------------------- | --- |
| 2016 | Boar                           | Lozza                      | junto a Nathan Jones, Christie-Lee Britten, Roger Ward, Melissa Tkautz, Sam Coward y Justin Gerardin |
| 2015 | StalkHer                       | Jack                       | junto a Kaarin Fairfax, Alan Finney, Robert Coleby, Charlie Jarratt y Mykel Nikiforides              |
| 2015 | X Was Here                     | Richard                    | junto a Keisha Castle-Hughes, Craig Hall y Michael Caton                                             |
| 2015 | Observance                     | Snitch                     | junto a Stephanie King, Brendan Cowell, Benedict Hardie, Tom O'Sullivan y Lindsay Farris             |
| 2015 | Frenzy                         | Benjiman Lightbringer      | junto a Jodie Lee, Aash Aaron, Sean Edward Frazer, Kamran Fulleylove y Genevieve Brock               |
| 2014 | Jack Irish: Dead Point         | Sen. Sgt. Laurie Olsen     | junto a Guy Pearce, Marta Dusseldorp, Aaron Pedersen, Roy Billing y Shane Jacobson                   |
| 2014 | The King Is Dead               | Elvis Presley              | corto - junto a Mark Diaco y Elise Jansen                                                            |
| 2013 | Wolf Creek 2                   | Mick Taylor                | junto a Julia Voth, Ryan Corr, Sarah Roberts y Shannon Ashlyn                                        |
| 2012 | Django Unchained               | Empleado de LeQuint Dickey | junto a Michael Parks y Quentin Tarantino                                                            |
| 2012 | 100 Bloody Acres               | Burke                      | junto a Damon Herriman, Angus Sampson, Oliver Ackland, James Kristian y Anna McGahan                 |
| 2011 | Shiver                         | Rood                       | junto a Danielle Harris, Casper Van Dien y Rae Dawn Chong                                            |
| 2010 | Needle                         | Paul, el forense           | junto a Ben Mendelsohn, Travis Fimmel, Jessica Marais, Michael Dorman y Khan Chittenden              |
| 2010 | Cyber Sin                      | David Parker               | corto - junto a Luke Cosgrove, Crimson Dunstan y Cody Jarrett                                        |
| 2010 | Bad Behaviour                  | Ricky                      | junto a Lindsay Farris, Dwaine Stevenson y Robert Coleby                                             |
| 2009 | Savages Crossing               | Phil                       | junto a Craig McLachlan, Chris Haywood, Sacha Horler y Jessica Napier                                |
| 2009 | The Edge of Reality            | Derek King                 | corto - junto a May Chan, Anni Lindner y Dan Wyllie                                                  |
| 2008 | Australia                      | Sargento                   | junto a Hugh Jackman y Nicole Kidman                                                                 |
| 2007 | Rogue                          | Russell                    | junto a Radha Mitchell, Michael Vartan, Sam Worthington, Mia Wasikowska, Barry Otto y Stephen Curry  |
| 2007 | The Final Winter               | Colgate                    | junto a Damian de Montemas, Nathaniel Dean, Matthew Nable, Conrad Coleby y Michelle Langstone        |
| 2005 | Wolf Creek                     | Mick Taylor                | junto a Cassandra Magrath, Kestie Morassi, Nathan Phillips y Andy McPhee                             |
| 1996 | Dead Heart                     | Charlie                    | junto a Bryan Brown, Angie Milliken, Aaron Pedersen, Lewis Fitz-Gerald y Marshall Napier             |
| 1995 | All Men Are Liars              | Barry                      | junto a Toni Pearen, David Price y Jamie Peterson                                                    |
| 1995 | Talk                           | Mac                        | junto a Richard Roxburgh, Jacqueline McKenzie, Angie Milliken y Victoria Longley                     |
| 1995 | Blue Murder                    | Jack Richardson            | junto a Richard Roxburgh, Steve Bastoni, Peter Phelps, Marcus Graham, Alex Dimitriades y Gary Sweet  |
| 1993 | Joh's Jury                     | Kev                        | junto a John Howard, Penny Cook y Noah Taylor                                                        |
| 1992 | The Time Game                  | Joe                        | junto a Gabriel Andrews, Peter Bensley, Pat Bishop y Brian Blain                                     |
| 1991 | Pirate Islands                 | Jackel                     | junto a Cornelia Frances, Les Hill, Matt Doran, Beth Buchanan y Sancho Gracia                        |
| 1989 | Naked Under Capricorn          | Bluey Dallas               | junto a Nigel Havers, Noni Hazlehurst y Penny Cook                                                   |
| 1988 | Touch the Sun: Top Enders      | Jack                       | junto a Madeleine Blackwell, Bennendine Woods, Donald Dale y Tommy Lewis                             |
| 1988 | Belinda                        | Graeme                     | junto a Mary Regan, Kaarin Fairfax y Joy Smithers                                                    |
| 1987 | Australian Dream               | Todd                       | junto a Noni Hazlehurst, Graeme Blundell y Barry Rugless                                             |
| 1987 | Dark Age                       | Steve Harris               | junto a Nikki Coghill, Max Phipps, Burnham Burnham y Ray Meagher                                     |
| 1985 | The Naked Country              | Mick Conrad                | junto a John Stanton, Rebecca Gilling, Ivar Kants y Tommy Lewis                                      |
| 1984 | The Settlement                 | Martin                     | junto a Bill Kerr, Lorna Lesley y Tony Barry                                                         |
| 1984 | Crime of the Decade            | Terry                      | junto a Mark Davis, Judy Nunn, Antoinette Byron y John Gregg                                         |
| 1983 | Chase Through the Night        | Clurry                     | junto a Brett Climo, Lyn Collingwood, Nicole Kidman y Scott McGregor                                 |
| 1982 | Next of Kin                    | Barney                     | junto a Jacki Kerin, Alex Scott y Debra Lawrance                                                     |
| 1982 | We of the Never Never          | Dandy                      | junto a Angela Punch McGregor, Lewis Fitz-Gerald, Tony Barry y Tommy Lewis                           |
| 1982 | Fluteman                       | Fluteman                   | junto a Debra Lawrance, Patrick Dickson, John Ewart y Michael Caton                                  |
| 1979 | The Odd Angry Shot             | Bill                       | junto a Bryan Brown, Ray Meagher, Graham Kennedy, John Hargreaves y Tony Barry                       |
| 1978 | Little Boy Lost                | Vic Tanner                 | junto a John Hargreaves, Tony Barry, Lorna Lesley y James Elliott                                    |
| 1978 | Blue Fin                       | Sam Snell                  | junto a Hardy Krüger, Greg Rowe, Liddy Clark, Max Cullen y Hugh Keays-Byrne                          |
| 1978 | The Chant of Jimmie Blacksmith | Michaels                   | junto a Tommy Lewis, Freddy Reynolds, Ray Barrett y Jack Thompson                                    |
| 1978 | The Sound of Love              | Dave                       | junto a Celia De Burgh, George Ogilvie y John Beynham                                                |
| 1977 | Summer City                    | Sandy                      | junto a Phillip Avalon, Steve Bisley y Mel Gibson                                                    |
| 1977 | Plunge Into Darkness           | Toby                       | junto a Olivia Hamnett, Bruce Barry y John Ewart                                                     |
| 1975 | Picnic at Hanging Rock         | Albert Crundall            | junto a Rachel Roberts, Jacki Weaver y Helen Morse                                                   |
| 1975 | The Great MacArthy             | McGarthy                   | junto a Judy Morris, Barry Humphries, Max Gillies y Chris Haywood                                    |

### Productor y escritor
| Año  | Película         | Notas                          |
| ---- | ---------------- | ------------------------------ |
| 2009 | Savages Crossing | productor ejecutivo y escritor |

### Teatro
| Año  | Obra                         | Personaje | Director (a) | Teatro            | Notas                                                            |
| ---- | ---------------------------- | --------- | ------------ | ----------------- | ---------------------------------------------------------------- |
| 2011 | The Sum of Us                | Harry     | Denis Moore  | Playhouse Theatre | junto a Patrick Harvey y Glenn van Oosterom                      |
| 1993 | The Visit                    | -         | Michael Gow  | Drama Theatre     | junto a Peter Collingwood, Judi Farr, Andrea Moor y Kerry Walker |
| 1976 | The Season at Sarsaparilla   | -         | Jim Sharman  | Drama Theatre     | junto a Paul Bertram, Max Cullen, Kate Fitzpatrick y Robyn Nevin |
| 1973 | Cooper and Borges            | -         | John Milson  | Jane St. Theatre  | junto a Natalie Bate, Andrew McFarlane y Angela Punch            |
| 1973 | An Eighteenth Century Soiree | -         | Max Iffland  | Old Tote Theatre  | junto a Andrew McFarlane, Gerard Matte y Fiona Syme              |
| 1972 | A Country Girl               | -         | -            | Old Tote Theatre  | junto a Andrew McFarlane, Angela Punch y Greg Zukerman           |

## Premios y nominaciones
| Año  | Categoría                 | Premio           | Serie/Película    | Resultado |
| ---- | ------------------------- | ---------------- | ----------------- | --------- |
| 2005 | Best Actor                | Jury Prize Award | Wolf Creek        | Ganó      |
| 1995 | Best Actor in a Lead Role | AFI Award        | All Men Are Liars | Nominado  |